# Farooq Ahmad Khan Leghari

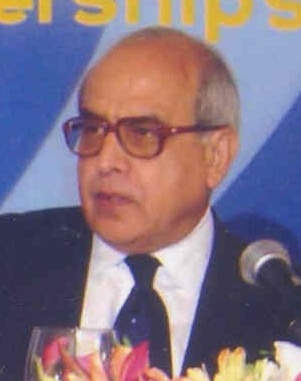
Farooq Ahmad Khan Leghari

Farooq Ahmad Khan Leghari (Urdu فاروق احمد خان لغاری; * 29. Mai 1940 in Choti Zareen, Punjab; † 20. Oktober 2010 in Rawalpindi) war ein pakistanischer Politiker und von 1993 bis 1997 Präsident von Pakistan.

## Leben
Leghari entstammte der einflussreichen belutschischen Feudalfamilie der Leghari und besuchte das Aitchison College, das Forman Christian College in Pakistan und das St. Catherine’s College in Oxford. Nach seiner Rückkehr aus dem Vereinigten Königreich legte er 1964 die Prüfung für den öffentlichen Dienst ab und begann seine Karriere als Beamter und war Kommissar von Sargodha, bevor er 1973 in die Politik ging und von 1975 bis 1977 als Senator den Punjab für die Pakistan Peoples Party (PPP) vertrat. Bei den Wahlen zur Nationalversammlung 1977 errang er auf der Liste der PPP ein Mandat und wurde zum Industrieminister ernannt. In den 1980er Jahren führte er Demonstrationen an, die sich gegen die Regierung von Präsident Zia-ul-Haq richteten, und kandidierte erfolgreich bei der Parlamentswahl 1988. Von 1990 bis 1993 arbeitete er unter Benazir Bhutto als stellvertretender Oppositionsführer und nahm erfolgreich an der Parlamentswahl 1993 teil. Farooq Leghari war von 1993 bis 1997 Präsident von Pakistan. Gegen Ende seiner Amtszeit kam es zur Entfremdung zwischen ihm und der PPP. Er gründete daraufhin die Partei National Alliance, die 2002 elf Mandate gewann und Präsident Pervez Musharraf unterstützte. Zur Parlamentswahl 2008 trat er auf der Liste von Musharrafs Partei PML-Q an.
Er starb im Jahr 2010 in Rawalpindi.